# جیکوب پرکینز
جیکوب پرکینز (انگلیسی: Jacob Perkins؛ ۹ ژوئیهٔ ۱۷۶۶ – ۳۰ ژوئیهٔ ۱۸۴۹) یک فیزیک‌دان، مهندس مکانیک و مخترع اهل ایالات متحده آمریکا بود. او در سال میلادی نخستین یخچال را اختراع نمود.